# Gult aprikosplommon
Gult aprikosplommon  är en plommonsort av okänt ursprung, som odlats i främst i södra Sverige åtminstone sedan 1860-talet, oftast i enstaka exemplar.
Frukten är medelstor, plattrund eller rund, ljusgul med röda punkter eller ringar, vit dagg. Huden kan lätt dras av, stenen lossnar tämligen lätt från köttet, som är aprikosgult, smältande, saftigt och sött. Bordsfrukt.
Trädet är tämligen härdigt. Det växer ganska kraftigt och bildar vida träd. Blomningen är medeltidig. Bördigheten inträder tidigt och är rätt god. 